# Steaua Stadion

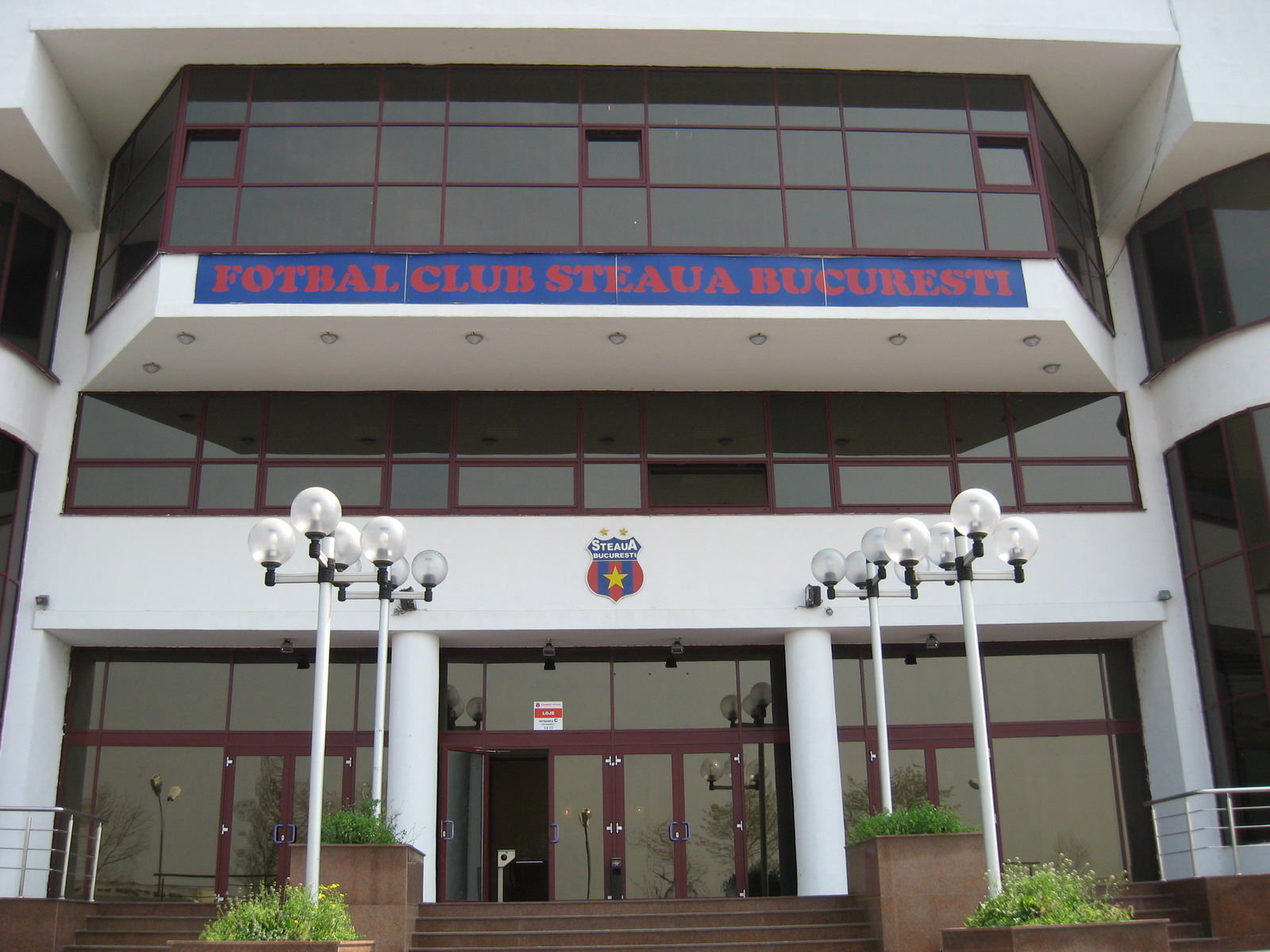
A Ghencea stadion

A Steaua Stadion egy bukaresti labdarúgó-stadion, a Steaua București labdarúgócsapat hivatalos stadionja. Ghencea Stadion néven is emlegetik. 1974 áprilisában avatták fel, a Steaua és az OFK Beograd közötti barátságos mérkőzéssel, amelynek az eredménye 2–2 lett.
A stadion hivatalos befogadóképessége eredetileg 30 ezer hely volt, de 1991-ben, amikor a műanyag székeket elhelyezték, ez a szám 28 ezerre csökkent. A stadiont 1996-ban és 2006-ban újították fel (új gyep, lelátók, öltözők), felkészítve az Bajnokok Ligája-mérkőzések megrendezésére.
Amellett, hogy a Steaua București hivatalos stadionja, a Ghencea Stadion korábban a román nemzeti válogatottnak is helyet adott.
Az eredményjelző táblát 2007 tavaszán avatták fel a Steaua–Dinamo mérkőzésen. A kijelző képes megjeleníteni az eredményt, a góllövőket, az ismétléseket, a mérkőzést egyenes adásban.
A klub vezetése a stadiont a román labdarúgás temploma néven szokta emlegetni.